# SKIF (фестиваль)
Международный музыкальный фестиваль SKIF (Sergey Kuriokhin International Festival) — ежегодный международный музыкальный фестиваль, проводящийся в Санкт-Петербурге.
Посвящён памяти Сергея Курёхина. Фестиваль был задуман виолончелистом Борисом Райскиным в конце осени 1996 года и впервые им же осуществлён в Нью-Йорке в январе 1997 года. В марте того же года Борис Райскин погиб. С тех пор фестиваль SKIF ежегодно проводится в Петербурге. Кроме того, курёхинские фестивали иногда проводились в Амстердаме, Берлине и в других городах.
В 2009 году Фонд и Центр имени Сергея Курёхина создали ежегодную премию в области современного искусства.